# 金澤
月刊 金澤（げっかん かなざわ）は、金沢倶楽部が発行していた月刊誌である。北陸地方（石川県・富山県・福井県）で発売されていた。毎月20日発売で、定価は648円（消費税別）。
2020年4月に金沢倶楽部の事業停止に伴い、事実上廃刊となった。

## 概要
創刊当初は、季刊として年4回の発行であった。その後、隔月刊を経て、2006年12月に創刊50周号を迎え、2007年4月より月刊化となる。季刊と隔月刊の頃は、北陸地方や金沢市を連想させる写真が表紙を飾ることが多かったが、月刊化に伴い、写真家の篠山紀信による撮影で、宝塚歌劇団出身の女優・檀れいが2年間（2007年4月20日発売号 - 2009年2月20日発売号）表紙を飾った。読者対象は30代～50代の男女。

## 沿革
- 1998年3月：『季刊金澤』創刊。
- 2007年4月：月刊に変更[3]。
- 2011年4月：創刊100号。
- 2020年4月：金沢倶楽部の事業停止に伴い[1][2]、4月17日発売[3]の5月号をもって廃刊。

## 特集

### 2014年
- 1月号 - イタリアンを極める。／本当においしい民宿
- 2月号 - 心も温まるうどん、蕎麦、ラーメン全40杯 冬の麺道楽／暮らしを彩る大人の雑貨店
- 3月号 - ちょっと贅沢な和食ランチ／旬の酒場、味な酒場。
- 4月号 - フレンチ決定版。／男のおしゃれ考　別冊付録／金澤ランチ帖

### 2013年
- 1月号 - 寿司の名店、新時代。
- 2月号 - 通いたくなる小さな料理店／発酵食を知って楽しむ
- 3月号 - 日帰りで愉しむおいしい湯宿／ぶらり街歩き
- 4月号 - 愛すべきパン＆ベーカリー／家具選びのヒント
- 5月号 - ワイン食堂に夢中／贔屓にしたい朝生菓子
- 6月号 - 地元にいても何度でも足を運びたくなる進化する東山
- 7月号 - スパイス料理に魅せられて／茶道を嗜んでいる人も、これから嗜む人も―お茶事、拝見。
- 8月号 - 大人の焼肉最前線／残したい金沢の小景
- 9月号 - 和食新時代／金澤紳士録 遊びの達人
- 10月号 - 贈って喜ばれる 今、買うべき金沢和菓子／この季節、ちょっと遠出もわるくない 秋のおでかけランチ
- 11月号 - 教えたくなる蕎麦処／今いちばん新しい氷見の旅　特別付録／ベストグルメ 2013-2014
- 12月号 - 老舗の家宝／最旬 スイーツの誘惑　特別企画／月刊『金澤』がわがままオーダー 人気温泉宿の特別プラン

### 2012年
- 1月号 - 冬の金沢はおいしい。
- 2月号 - あの町の人気店
- 3月号 - おいしいパン屋さん決定版
- 4月号 - 春を楽しむ金沢上質案内
- 5月号 - 立ち寄り湯を楽しむ方法
- 6月号 - 愛しのスイーツ
- 7月号 - 金沢駅前味探訪　別冊付録「蕎麦日和」
- 8月号 - われらが町のソウルフード
- 9月号 - 知られざる城下町、小松
- 10月号 - 今、カフェを選ぶ理由
- 11月号 - 旬の作家、暮らしの器　別冊付録／石川県内の最大のグルメ決定本ベストグルメ
- 12月号 - 家づくりのモノサシ

### 2011年
- 1月号 - 一度は行きたい寿しの名店
- 2月号 - 究極の肉料理を味わう
- 3月号 - 魅力満載の日帰り温泉
- 4月号 - 町家で楽しむ、おいしい時間。
- 5月号 - 金澤遺産100
- 6月号 - 旬味を産地で召し上がれ
- 7月号 - 涼を楽しむ夏のおでかけ
- 8月号 - フレンチ・ランチの現在形
- 9月号 - とっておきの蕎麦、教えます。
- 10月号 - カフェの扉をひらく理由
- 11月号 - 全国の美味をお取り寄せ
- 12月号 - 2011心に残る旬の店

### 2010年
- 1月号 - 美味しいお惣菜を徹底調査
- 2月号 - 毎日の食事をおいしくするベストアイテム
- 3月号 - 1,000円ドライブの旅
- 4月号 - わざわざ行きたいパン屋の人気商品全部紹介しちゃいます
- 5月号 - ペットと暮らす
- 6月号 - 美味しくてカラダにやさしい和食ランチ
- 7月号 - やっぱりイタリア料理が食べたい!
- 8月号 - 金沢城周遊の小さな旅
- 9月号 - 金澤美味探求
- 10月号 - 秋の山里はおいしい!
- 11月号 - 和菓子の楽しみ
- 12月号 - まだ知らない東山を歩く